# Svetina (Štore)

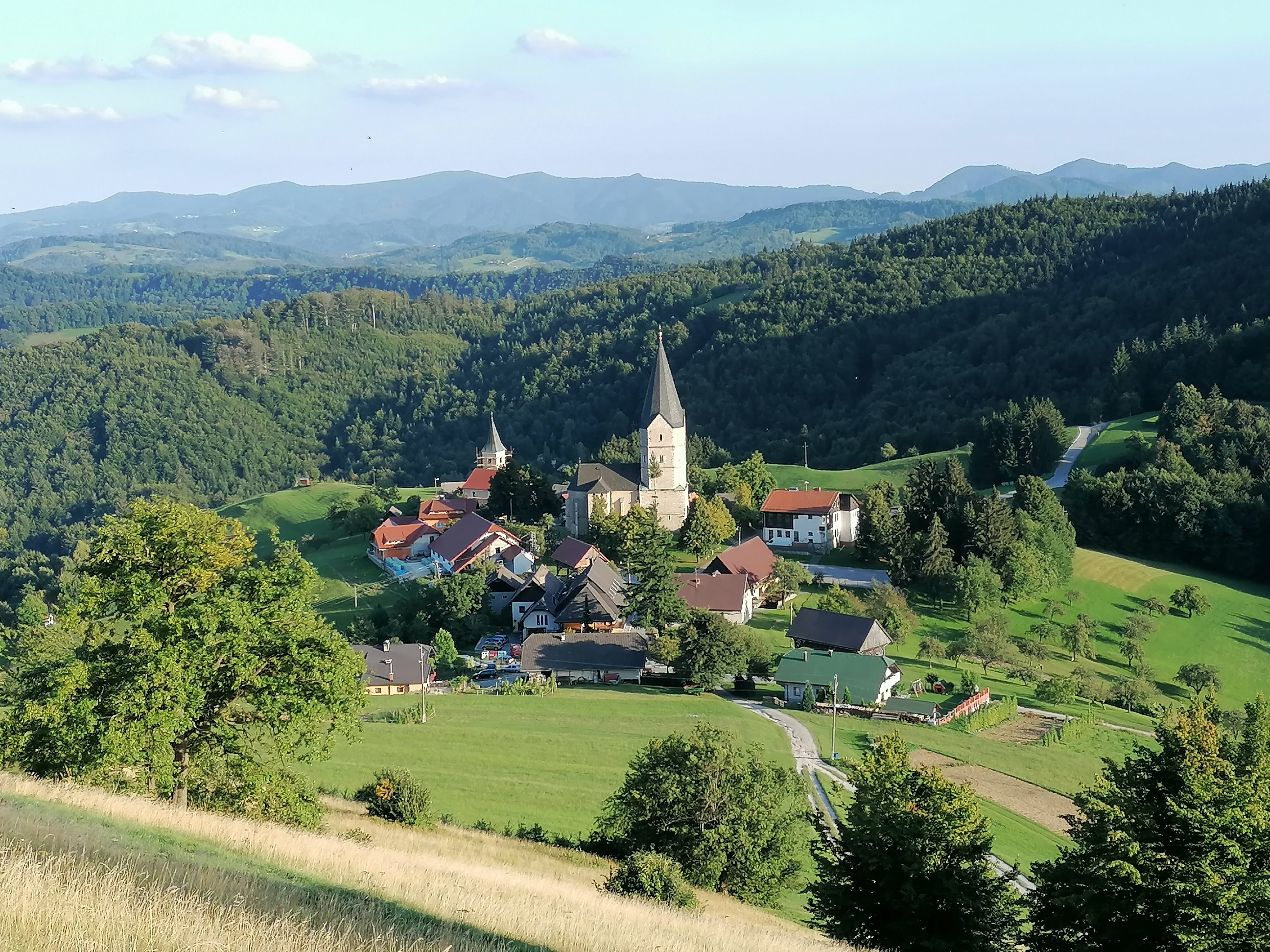
Svetina (Štore)

Das Dorf Svetina ist eine Ortschaft in der Gemeinde Štore in der Region Spodnja Štajerska (Untersteiermark) in Slowenien.
Der Ort wurde zweimal zum schönsten Bergdorf Sloweniens erklärt.

## Lage
Die aus 12 Ortschaften bestehende Gemeinde Štore liegt wenige Kilometer östlich von Celje. Das Dorf Svetina liegt im hügeligen Teil der Gemeinde auf einer Höhe von 683 m. Den zentralen Teil des Dorfes bildet die Ende des 15. Jahrhunderts erbaute Kirche. Neben dem Dorf befindet sich der Friedhof, auf dem die Schriftstellerin und Reisende Alma Karlin ihre letzte Ruhestätte fand.

## Geschichte
Die ersten Aufzeichnungen über Svetina stammen aus dem Jahr 1480.

## Sehenswürdigkeiten
- Pfarrkirche Maria Schnee aus dem 15. Jahrhundert.[4][5]